# Campionatul Mondial de Fotbal 2014 – Grupa B
Grupa B a Campionatului Mondial de Fotbal 2014 este alcătuită din Spania, Țările de Jos, Chile și Australia. Meciurile au început pe 13 iunie și s-au încheiat pe 23 iunie 2014. Țările de Jos și Chile au trecut mai departe în faza eliminatorie, în timp ce Australia și campioana en-titre, Spania, au fost eliminate după ce au suferit două înfrângeri în primele două meciuri.

## Echipele
| Poziția           | Echipa        | Metoda de calificare                    | Data calificării   | Apariții la turnee finale | Ultima apariție | Cea mai bună clasare         | Clasamentul FIFA | Clasamentul FIFA |
| Poziția           | Echipa        | Metoda de calificare                    | Data calificării   | Apariții la turnee finale | Ultima apariție | Cea mai bună clasare         | octombrie 2013   | iunie 2014       |
| ----------------- | ------------- | --------------------------------------- | ------------------ | ------------------------- | --------------- | ---------------------------- | ---------------- | ---------------- |
| B1 (cap de serie) | Spania        | Câștigătoarea Grupei I UEFA             | 15 octombrie 2013  | 14                        | 2010            | Câștigătoare (2010)          | 1                | 1                |
| B2                | Țările de Jos | Câștigătoarea Grupei D UEFA             | 10 septembrie 2013 | 10                        | 2010            | Locul doi (1974, 1978, 2010) | 8                | 15               |
| B3                | Chile         | Locul trei în Runda Robin CONMEBOL      | 15 octombrie 2013  | 9                         | 2010            | Locul trei (1962)            | 12               | 14               |
| B4                | Australia     | Locul doi în grupa B a rundei patru AFC | 18 iunie 2013      | 4                         | 2010            | Optimi de finală (2006)      | 57               | 62               |

Note
1. ↑  Clasamentul din octombrie 2013 a fost folosit pentru tragerea la sorți pentru turneul final.

## Clasament
| Legendă                                                             |
| ------------------------------------------------------------------- |
| Câștigătoarea și locul doi din grupă avansează în faza eliminatorie |

| Echipa        | MJ | V | E | Î | GM | GP | G  | Pct |
| ------------- | -- | - | - | - | -- | -- | -- | --- |
| Țările de Jos | 3  | 3 | 0 | 0 | 10 | 3  | +7 | 9   |
| Chile         | 3  | 2 | 0 | 1 | 5  | 3  | +2 | 6   |
| Spania        | 3  | 1 | 0 | 2 | 4  | 7  | −3 | 3   |
| Australia     | 3  | 0 | 0 | 3 | 3  | 9  | −6 | 0   |

- Câștigătoarea grupei avansează și va juca contra locului doi din grupa A în optimile de finală.
- Locul doi avansează și va juca contra câștigătoarei grupei A în optimile de finală.

## Meciuri

### Spania v Țările de Jos
Cele două echipe s-au mai întâlnit anterior de 10 ori, inclusiv în finala Campionatului Mondial de Fotbal 2010, câștigată de Spania cu 1–0 în prelungiri. Este pentru prima la Campionatul Mondial de Fotbal când finalistele precedente se întâlnesc în faza grupelor.
Scorul de 1–5 este cea mai mare înfrângere pentru o campioană en-titre la Campionatul Mondial de Fotbal, și de asemenea cea mai mare înfrângere a Spaniei la Campionatul Mondial de Fotbal din 1950 încoace. Prin golurile marcate, van Persie și Robben au devenit primii jucători olandezi care au înscris la trei Campionate Mondiale.
| Spania            | 1–5    | Țările de Jos                                   |
| ----------------- | ------ | ----------------------------------------------- |
| Alonso 27' (pen.) | Raport | Van Persie 44', 72' Robben 53', 80' De Vrij 64' |

| Spania | Țările de Jos |

| P                  | 1  | Iker Casillas (c) | 65' |     |
| FD                 | 22 | César Azpilicueta |     |     |
| FC                 | 3  | Gerard Piqué      |     |     |
| FC                 | 15 | Sergio Ramos      |     |     |
| FS                 | 18 | Jordi Alba        |     |     |
| MD                 | 8  | Xavi              |     |     |
| MC                 | 16 | Sergio Busquets   |     |     |
| MS                 | 14 | Xabi Alonso       |     | 62' |
| ED                 | 21 | David Silva       |     | 78' |
| ES                 | 6  | Andrés Iniesta    |     |     |
| AC                 | 19 | Diego Costa       |     | 62' |
| Schimbări:         |    |                   |     |     |
| A                  | 9  | Fernando Torres   |     | 62' |
| A                  | 11 | Pedro             |     | 62' |
| M                  | 10 | Cesc Fàbregas     |     | 78' |
| Antrenor:          |    |                   |     |     |
| Vicente del Bosque |    |                   |     |     |

| P              | 1  | Jasper Cillessen     |     |     |
| FC             | 2  | Ron Vlaar            |     |     |
| FC             | 3  | Stefan de Vrij       | 41' | 77' |
| FC             | 4  | Bruno Martins Indi   |     |     |
| ED             | 7  | Daryl Janmaat        |     |     |
| ES             | 5  | Daley Blind          |     |     |
| MC             | 6  | Nigel de Jong        |     |     |
| MC             | 8  | Jonathan de Guzmán   | 25' | 62' |
| MO             | 10 | Wesley Sneijder      |     |     |
| AC             | 9  | Robin van Persie (c) | 66' | 79' |
| AC             | 11 | Arjen Robben         |     |     |
| Schimbări:     |    |                      |     |     |
| M              | 20 | Georginio Wijnaldum  |     | 62' |
| F              | 13 | Joël Veltman         |     | 77' |
| A              | 17 | Jeremain Lens        |     | 79' |
| Antrenor:      |    |                      |     |     |
| Louis van Gaal |    |                      |     |     |

| Omul meciului: Robin van Persie (Țările de Jos) Arbitri asistenți: Renato Faverani (Italia) Andrea Stefani (Italia) Arbitru de rezervă: Svein Oddvar Moen (Norvegia) Al cincilea oficial: Kim Thomas Haglund (Norvegia) |

### Chile v Australia
Cele două echipe s-au mai întâlnit în alte patru meciuri, inclusiv în grupele de la Campionatul Mondial de Fotbal din 1974, atunci când s-a terminat 0–0.
| Chile                                     | 3–1    | Australia  |
| ----------------------------------------- | ------ | ---------- |
| Sánchez 12' Valdívia 14' Beausejour 90+2' | Raport | Cahill 35' |

| Chile | Australia |

| P              | 1  | Claudio Bravo (c) |     |     |
| FD             | 4  | Mauricio Isla     |     |     |
| FC             | 17 | Gary Medel        |     |     |
| FC             | 18 | Gonzalo Jara      |     |     |
| FS             | 2  | Eugenio Mena      |     |     |
| MD             | 20 | Charles Aránguiz  | 86' |     |
| MC             | 21 | Marcelo Díaz      |     |     |
| MS             | 8  | Arturo Vidal      |     | 60' |
| AD             | 7  | Alexis Sánchez    |     |     |
| AC             | 10 | Jorge Valdívia    |     | 68' |
| AS             | 11 | Eduardo Vargas    |     | 88' |
| Schimbări:     |    |                   |     |     |
| M              | 16 | Felipe Gutiérrez  |     | 60' |
| M              | 15 | Jean Beausejour   |     | 68' |
| A              | 9  | Mauricio Pinilla  |     | 88' |
| Antrenor:      |    |                   |     |     |
| Jorge Sampaoli |    |                   |     |     |

| P                | 1  | Mathew Ryan        |     |     |
| FD               | 2  | Ivan Franjić       |     | 49' |
| FC               | 22 | Alex Wilkinson     |     |     |
| FC               | 6  | Matthew Špiranović |     |     |
| FS               | 3  | Jason Davidson     |     |     |
| MC               | 15 | Mile Jedinak (c)   | 58' |     |
| MC               | 5  | Mark Milligan      | 67' |     |
| ED               | 7  | Mathew Leckie      |     |     |
| MO               | 23 | Mark Bresciano     |     | 78' |
| ES               | 11 | Tommy Oar          |     | 68' |
| AC               | 4  | Tim Cahill         | 44' |     |
| Schimbări:       |    |                    |     |     |
| F                | 19 | Ryan McGowan       |     | 49' |
| M                | 10 | Ben Halloran       |     | 68' |
| M                | 14 | James Troisi       |     | 78' |
| Antrenor:        |    |                    |     |     |
| Ange Postecoglou |    |                    |     |     |

| Omul meciului: Alexis Sánchez (Chile) Arbitri asistenți: Songuifolo Yeo (Coasta de Fildeș) Jean-Claude Birumushahu (Burundi) Arbitru de rezervă: Roberto Moreno (Panama) Al cincilea oficial: Eric Boria (Statele Unite) |

### Australia v Țările de Jos
Cele două echipe s-au mai întâlnit anterior în trei meciuri amicale, cel mai recent în 2009.
| Australia                     | 2–3    | Țările de Jos                       |
| ----------------------------- | ------ | ----------------------------------- |
| Cahill 21' Jedinak 54' (pen.) | Raport | Robben 20' Van Persie 58' Depay 68' |

| Australia | Țările de Jos |

| P                | 1  | Mathew Ryan        |     |     |
| FD               | 19 | Ryan McGowan       |     |     |
| FC               | 22 | Alex Wilkinson     |     |     |
| FC               | 6  | Matthew Špiranović |     |     |
| FS               | 3  | Jason Davidson     |     |     |
| MC               | 15 | Mile Jedinak (c)   |     |     |
| MC               | 17 | Matt McKay         |     |     |
| ED               | 7  | Mathew Leckie      |     |     |
| MO               | 23 | Mark Bresciano     |     | 51' |
| ES               | 11 | Tommy Oar          |     | 77' |
| AC               | 4  | Tim Cahill         | 43' | 69' |
| Schimbări:       |    |                    |     |     |
| M                | 14 | Oliver Bozanić     |     | 51' |
| M                | 10 | Ben Halloran       |     | 69' |
| A                | 9  | Adam Taggart       |     | 77' |
| Antrenor:        |    |                    |     |     |
| Ange Postecoglou |    |                    |     |     |

| P              | 1  | Jasper Cillessen     |     |       |
| FD             | 2  | Ron Vlaar            |     |       |
| FC             | 3  | Stefan de Vrij       |     |       |
| FS             | 4  | Bruno Martins Indi   |     | 45+3' |
| MD             | 7  | Daryl Janmaat        |     |       |
| MC             | 8  | Jonathan de Guzmán   |     | 78'   |
| MC             | 6  | Nigel de Jong        |     |       |
| MS             | 5  | Daley Blind          |     |       |
| MO             | 10 | Wesley Sneijder      |     |       |
| AC             | 9  | Robin van Persie (c) | 47' | 87'   |
| AC             | 11 | Arjen Robben         |     |       |
| Schimbări:     |    |                      |     |       |
| M              | 21 | Memphis Depay        |     | 45+3' |
| M              | 20 | Georginio Wijnaldum  |     | 78'   |
| A              | 17 | Jeremain Lens        |     | 87'   |
| Antrenor:      |    |                      |     |       |
| Louis van Gaal |    |                      |     |       |

| Omul meciului: Arjen Robben (Țările de Jos) Arbitri asistenți: Abdelhak Etchiali (Algeria) Redouane Achik (Maroc) Arbitru de rezervă: Bakary Gassama (Gambia) Al cincilea oficial: Evarist Menkouande (Camerun) |

### Spania v Chile
Cele două echipe s-au mai întâlnit anterior de zece ori, inclusiv de două ori în faza grupelor la Campionatul Mondial de Fotbal, ambele meciuri câștigate de Spania (1950: 2–0; 2010: 2–1).
| Spania | 0–2    | Chile                   |
| ------ | ------ | ----------------------- |
|        | Raport | Vargas 20' Aránguiz 43' |

| Spania | Chile |

| P                  | 1  | Iker Casillas (c) |     |     |
| FD                 | 22 | César Azpilicueta |     |     |
| FC                 | 4  | Javi Martínez     |     |     |
| FC                 | 15 | Sergio Ramos      |     |     |
| FS                 | 18 | Jordi Alba        |     |     |
| MC                 | 16 | Sergio Busquets   |     |     |
| MC                 | 14 | Xabi Alonso       | 41' | 46' |
| ED                 | 21 | David Silva       |     |     |
| MO                 | 6  | Andrés Iniesta    |     |     |
| ES                 | 11 | Pedro             |     | 76' |
| AC                 | 19 | Diego Costa       |     | 64' |
| Schimbări:         |    |                   |     |     |
| M                  | 17 | Koke              |     | 46' |
| A                  | 9  | Fernando Torres   |     | 64' |
| M                  | 20 | Santi Cazorla     |     | 76' |
| Antrenor:          |    |                   |     |     |
| Vicente del Bosque |    |                   |     |     |

| P              | 1  | Claudio Bravo (c) |     |     |
| FD             | 17 | Gary Medel        |     |     |
| FC             | 5  | Francisco Silva   |     |     |
| FS             | 18 | Gonzalo Jara      |     |     |
| MD             | 4  | Mauricio Isla     |     |     |
| MC             | 20 | Charles Aránguiz  |     | 64' |
| MC             | 21 | Marcelo Díaz      |     |     |
| MS             | 2  | Eugenio Mena      | 61' |     |
| MO             | 8  | Arturo Vidal      | 26' | 88' |
| AC             | 11 | Eduardo Vargas    |     | 85' |
| AC             | 7  | Alexis Sánchez    |     |     |
| Schimbări:     |    |                   |     |     |
| M              | 16 | Felipe Gutiérrez  |     | 64' |
| M              | 10 | Jorge Valdivia    |     | 85' |
| M              | 6  | Carlos Carmona    |     | 88' |
| Antrenor:      |    |                   |     |     |
| Jorge Sampaoli |    |                   |     |     |

| Omul meciului Eduardo Vargas (Chile) Arbitri asistenți: Mark Hurd (Statele Unite) Joe Fletcher (Canada) Arbitru de rezervă: Nawaf Shukralla (Bahrain) Al cincilea oficial: Yaser Tulefat (Bahrain) |

### Australia v Spania
Cele două echipe nu s-au mai întâlnit până acum.
| Australia | 0–3    | Spania                        |
| --------- | ------ | ----------------------------- |
|           | Raport | Villa 36' Torres 69' Mata 82' |

| Australia | Spania |

| P                | 1  | Mathew Ryan        |       |     |
| FD               | 19 | Ryan McGowan       |       |     |
| FC               | 6  | Matthew Špiranović | 88'   |     |
| FC               | 22 | Alex Wilkinson     |       |     |
| FS               | 3  | Jason Davidson     |       |     |
| MC               | 17 | Matt McKay         |       |     |
| MC               | 15 | Mile Jedinak (c)   | 90+2' |     |
| MC               | 13 | Oliver Bozanić     |       | 72' |
| ED               | 7  | Mathew Leckie      |       |     |
| AC               | 9  | Adam Taggart       |       | 46' |
| ES               | 11 | Tommy Oar          |       | 61' |
| Schimbări:       |    |                    |       |     |
| M                | 10 | Ben Halloran       |       | 46' |
| M                | 14 | James Troisi       |       | 61' |
| M                | 23 | Mark Bresciano     |       | 72' |
| Antrenor:        |    |                    |       |     |
| Ange Postecoglou |    |                    |       |     |

| P                  | 23 | Pepe Reina       |     |     |
| FD                 | 5  | Juanfran         |     |     |
| FC                 | 2  | Raúl Albiol      |     |     |
| FC                 | 15 | Sergio Ramos (c) | 62' |     |
| FS                 | 18 | Jordi Alba       |     |     |
| MC                 | 14 | Xabi Alonso      |     | 83' |
| MC                 | 17 | Koke             |     |     |
| MO                 | 6  | Andrés Iniesta   |     |     |
| ED                 | 20 | Santi Cazorla    |     | 68' |
| ES                 | 7  | David Villa      |     | 56' |
| AC                 | 9  | Fernando Torres  |     |     |
| Schimbări:         |    |                  |     |     |
| M                  | 13 | Juan Mata        |     | 56' |
| M                  | 10 | Cesc Fàbregas    |     | 68' |
| M                  | 21 | David Silva      |     | 83' |
| Antrenor:          |    |                  |     |     |
| Vicente del Bosque |    |                  |     |     |

| Omul meciului: David Villa (Spania) Arbitri asistenți: Yaser Tulefat (Bahrain) Ebrahim Saleh (Bahrain) Arbitru de rezervă: Norbert Hauata (Tahiti) Al cincilea oficial: Aden Marwa (Kenya) |

### Țările de Jos v Chile
Cele două echipe s-au mai întâlnit la Jocurile Olimpice de vară din 1928.
| Țările de Jos         | 2–0    | Chile |
| --------------------- | ------ | ----- |
| Fer 77' Memphis 90+2' | Raport |       |

| Netherlands | Chile |

| P              | 1  | Jasper Cillessen    |     |     |
| FD             | 7  | Daryl Janmaat       |     |     |
| FC             | 2  | Ron Vlaar           |     |     |
| FC             | 3  | Stefan de Vrij      |     |     |
| FS             | 5  | Daley Blind         | 64' |     |
| MD             | 20 | Georginio Wijnaldum |     |     |
| MC             | 6  | Nigel de Jong       |     |     |
| MS             | 15 | Dirk Kuyt           |     | 89' |
| MO             | 10 | Wesley Sneijder     |     | 75' |
| AC             | 11 | Arjen Robben (c)    |     |     |
| AC             | 17 | Jeremain Lens       |     | 69' |
| Schimbări:     |    |                     |     |     |
| M              | 21 | Memphis Depay       |     | 69' |
| M              | 18 | Leroy Fer           |     | 75' |
| F              | 14 | Terence Kongolo     |     | 89' |
| Antrenor:      |    |                     |     |     |
| Louis van Gaal |    |                     |     |     |

| P              | 1  | Claudio Bravo (c) |     |     |
| FC             | 17 | Gary Medel        |     |     |
| FC             | 5  | Francisco Silva   | 25' | 70' |
| FC             | 18 | Gonzalo Jara      |     |     |
| ED             | 4  | Mauricio Isla     |     |     |
| ES             | 2  | Eugenio Mena      |     |     |
| MC             | 20 | Charles Aránguiz  |     |     |
| MC             | 21 | Marcelo Díaz      |     |     |
| MO             | 16 | Felipe Gutiérrez  |     | 46' |
| AC             | 7  | Alexis Sánchez    |     |     |
| AC             | 11 | Eduardo Vargas    |     | 81' |
| Schimbări:     |    |                   |     |     |
| M              | 15 | Jean Beausejour   |     | 46' |
| M              | 10 | Jorge Valdivia    |     | 70' |
| A              | 9  | Mauricio Pinilla  |     | 81' |
| Antrenor:      |    |                   |     |     |
| Jorge Sampaoli |    |                   |     |     |

| Omul meciului: Arjen Robben (Țările de Jos) Arbitri asistenți: Evarist Menkouande (Camerun) Felicien Kabanda (Rwanda) Arbitru de rezervă: Joel Aguilar (El Salvador) Al cincilea oficial: William Torres (El Salvador) |